# Телятниковское сельское поселение
Телятниковское се́льское поселе́ние — муниципальное образование в Сараевском районе Рязанской области Российской Федерации.
Административный центр — село Телятники.

## История
Статус и границы сельского поселения установлены Законом Рязанской области от 7 октября 2004 года № 94-ОЗ «О наделении муниципального образования — Сараевский район статусом муниципального района, об установлении его границ и границ муниципальных образований, входящих в его состав»

## Население
| 2010 | 2012 | 2013 | 2014 | 2015 | 2016 | 2017 |
| ---- | ---- | ---- | ---- | ---- | ---- | ---- |
| 776  | ↘754 | ↘736 | ↘709 | ↘680 | ↘669 | ↘641 |
| 2018 | 2019 | 2020 | 2021 |      |      |      |
| ↘617 | ↘594 | ↘585 | ↗708 |      |      |      |

## Состав сельского поселения
| №  | Населённый пункт | Тип населённого пункта       | Население |
| -- | ---------------- | ---------------------------- | --------- |
| 1  | Витуша           | село                         | ↘160      |
| 2  | Глебовка         | деревня                      | 5         |
| 3  | Ивановка         | деревня                      | ↘2        |
| 4  | Ивановский Хутор | посёлок                      | 0         |
| 5  | Кондровка        | деревня                      | 0         |
| 6  | Крутое           | деревня                      | 30        |
| 7  | Малая Витуша     | посёлок                      | 0         |
| 8  | Ново-Никольский  | посёлок                      | 17        |
| 9  | Палаткино        | посёлок                      | 6         |
| 10 | Петинский        | хутор                        | 0         |
| 11 | Пристань         | посёлок                      | 0         |
| 12 | Телятники        | село, административный центр | ↘403      |
| 13 | Федоровка        | деревня                      | ↘47       |